# The System Has Failed
The System Has Failed è il decimo album della band thrash metal statunitense Megadeth.
Si tratta del primo disco prodotto dopo lo scioglimento del 2002 e vede inoltre di nuovo Chris Poland all'interno del gruppo.
Sono stati realizzati i video musicali di Die Dead Enough e Of Mice and Men, mentre The Scorpion è stata pubblicata solo come singolo. È inoltre il primo disco in cui non vi è David Ellefson al basso.

## Tracce
1. Blackmail the Universe
2. Die Dead Enough
3. Kick the Chair
4. The Scorpion
5. Tears in a Vial
6. I Know Jack
7. Back in the Day
8. Something That I'm Not
9. Truth Be Told
10. Of Mice and Men
11. Shadow of Deth
12. My Kingdom

## Formazione
- Dave Mustaine - chitarra e voce
- Chris Poland - chitarra
- Jimmie Lee Sloas - basso
- Vinnie Colaiuta - batteria

### Altri musicisti
- Eric Darken - percussioni
- Tim Akers, Charlie Judge  - tastiere
- Chris Rodriguez - voce addizionale
- Celeste Amber Montague, Lance Dean, Ralph Patlan, Robert Venable, Scott Harrison - voci addizionali
- Jonathan Yudkin - strings, banjo
- Michael Davis - effetti sonori
- Justis Mustaine - voce sussurrata in Something that i'm  not

## Curiosità
- La canzone Back in the Day è stata utilizzata in un episodio della serie Duck Dodgers, in cui Dave Mustaine viene risvegliato per poter combattere un'invasione aliena a suon di Heavy Metal e distruggere un loro macchinario.